# Juelz Ventura
Juelz Ventura (Brasilia, Distrito Federal, 31 de julio de 1987) es el nombre artístico de Shayna Lefevre, una actriz pornográfica brasileña.

## Premios y nominaciones

### Premios
- 2012: AVN Award – Best Oral Sex Scene –  American Cocksucking Sluts (com Brooklyn Lee)[1]
- 2012: AVN Award – Most Outrageous Sex Scene –  American Cocksucking Sluts (com Brooklyn Lee)[1]

### Nominaciones
- 2011: AVN Award – Most Outrageous Sex Scene – This Ain't Avatar XXX[2]
- 2011: AVN Award – Unsung Starlet of the Year[2]
- 2012: AVN Award – Best All-Girl Group Sex Scene – Chick Flixxx[3]